# Мамонтовская (платформа)
Ма́монтовская — остановочный пункт Ярославского направления Московской железной дороги в микрорайоне Мамонтовка города Пушкина Пушкинского района Московской области.
Открыт в 1897 году, назван по фамилии купеческой династии Мамонтовых, принимавших участие в строительстве железной дороги и имевших поблизости дачу. Дача Мамонтовых построена около 1891 года Александром Николаевичем Мамонтовым (1832—1900) в стиле модерн по проекту архитектора А. С. Каминского (1829—1897).

## Описание
На остановочном пункте имеются две электрифицированные, не оборудованные турникетами островные платформы, которые соединены подземным пешеходным переходом. До 2016 года платформа № 1 была боковой, а пешеходный переход был надземным. Выход осуществляется в северном торце.
На станции останавливаются пригородные поезда Москва — Пушкино, Москва — Софрино, Москва — Красноармейск, Москва — Сергиев Посад, Москва — Александров.

## Общественный транспорт
С западной стороны
| № маршрута автобуса | Станции метро, железной дороги | Конечные остановки   |
| ------------------- | ------------------------------ | -------------------- |
| 8                   | -                              | Акулово              |
| 9 (коммерческий)    | Пушкино                        | Акулово, Пушкино     |
| 29                  | Тарасовская, Клязьма, Пушкино  | Тарасовская, Пушкино |
| 509                 | Медведково, Клязьма, Пушкино   | Медведково, Пушкино  |

С восточной стороны
| № маршрута автобуса | Станции железной дороги | Конечные остановки               |
| ------------------- | ----------------------- | -------------------------------- |
| 3                   | Пушкино                 | Пушкино (через мкр. Дзержинец)   |
| 5                   | Пушкино                 | Пушкино (через ул. 50 лет ВЛКСМ) |